# Forshaga sporthall
Forshaga sporthall är en sporthall som ligger i Forshaga.